# With Love
With Love – album francuskiej piosenkarki Amandy Lear, wydany w 2006 roku.

## Ogólne informacje
With Love to album zawierający covery starych przebojów i jazzowych standardów, pierwotnie wykonywanych przez ulubione piosenkarki Amandy, m.in. Marlenę Dietrich, Dalidę, Mae West czy Peggy Lee.
Płytę wydano najpierw we Francji jesienią 2006 roku, natomiast oficjalna premiera w pozostałych krajach Europy miała miejsce w styczniu 2007 (na wersji europejskiej znalazło się dodatkowe nagranie koncertowe „Johnny”). W 2008 roku wydano reedycję albumu zatytułowaną Amour toujours zawierającą dodatkowo dwa starsze piosenki Amandy Lear, „Queen of Chinatown” i „Tomorrow”, w nowych wersjach. W tym samym roku album został wznowiony po raz kolejny, tym razem pod tytułem My Baby Just Cares for Me.
Album nie był promowany singlami, lecz wyprodukowano teledysk zatytułowany „With Love”, prezentujący fragmenty wybranych piosenek. Wyreżyserował go Denis Larrieste.

## Lista utworów
| 1. „C’est magnifique” – 2:25 2. „Whatever Lola Wants” – 3:05 3. „Is That All There Is?” – 4:22 4. „Love for Sale” – 3:33 5. „I’m in the Mood for Love” – 3:45 6. „My Baby Just Cares for Me” – 3:34 7. „Si la photo est bonne” – 2:51 8. „Johnny” – 3:01 9. „Bambino” – 3:17 10. „Senza fine” – 3:13 11. „Kiss Me Honey Kiss Me” – 2:32 12. „Déshabillez-moi” – 4:16 | 1. „Queen of Chinatown” 2. „Tomorrow” 3. „C’est magnifique” 4. „Whatever Lola Wants” 5. „Is That All There Is?” 6. „Love for Sale” 7. „I’m in the Mood for Love” 8. „My Baby Just Cares for Me” 9. „Si la photo est bonne” 10. „Johnny” 11. „Bambino” 12. „Senza fine” 13. „Kiss Me Honey Kiss Me” 14. „Déshabillez-moi” |